# John Thomas (Chemiker, 1886)
John Thomas (* 2. April 1886 in Whitford (Flintshire); † 18. Januar 1933 in Wilmslow bei Manchester) war ein walisischer Chemiker.

## Leben
Thomas wuchs als Sohn eines Schmieds in Harlech auf, verließ mit 12 Jahren die Schule und arbeitete für ein Mineralwasserunternehmen. Sein ehemaliger Lehrer und sein Arbeitgeber erkannten aber seine Begabung und ermöglichten mit einem Stipendium weiteren Schulbesuch. Er studierte am University College of Wales in Aberystwyth mit dem Bachelor-Abschluss mit Bestnoten 1907 und dem Master-Abschluss bei J. J. Sudborough 1908 und danach mit einem 1851 Exhibition Stipendium an der Universität Cambridge, wo er einen Preis in Chemie gewann (Gordan Wigan Prize). Er befasste sich dort mit Organischer Chemie und war Schüler von William Jackson Pope. Ab 1911 war er als Forschungschemiker am National Physical Laboratory in Teddington in der Sektion Luftfahrt. 1912 kam er zur Nobel Explosives Co. in Ardeer (Schottland). Seine Untersuchungen über Sprengstoffe jenseits des üblichen Stabilitätsbereichs brachten ihm als Anerkennung einen D.Sc. der Universität Wales, was als seltene Ehre für Industriechemiker galt. Bald darauf war er Chefchemiker bei der neu gegründeten Solvay Dyes Corp. mit Werken in Carlisle und Grangemouth. Als die Firma 1920 in Scottish Dyes Ltd. umgewandelt wurde, wurde er dort Direktor und 1923 geschäftsführender Direktor (Managing Director). Als die Firma bei der Gründung von Imperial Chemical Industries (ICI) 1926 in dem Firmenkomplex aufging, wurde er dort einer der geschäftsführenden Direktoren (Joint Managing Director) von ICI.
1920 entwickelte er den wichtigen grünen Farbstoff Caledone Jade Green, einen Indanthron-Farbstoff (Dimethoxydibenzanthron). Obwohl er und seine Kollegen wenig Erfahrung auf dem Farbstoffgebiet hatten, entwickelten sie damit und mit weiteren Farbstoffen (wie der blaue Farbstoff Caledon Blue RC, der zur Gruppe der Anthrachinonfarbstoffe gehört) eine ernstzunehmende Konkurrenz zur übermächtigen deutschen Farbenindustrie. Er war an 160 englischen Patenten beteiligt. 
1915 heiratete er Olive Morgan und hatte mit ihr einen Sohn und zwei Töchter.
Er ist nicht mit dem britischen Chemiker John Meurig Thomas zu verwechseln.